# Parafia św. Jakuba w Niedźwiedzicy
Parafia świętego Jakuba w Niedźwiedzicy – parafia rzymskokatolicka w diecezji elbląskiej. Erygowana w 1342 roku, reerygowana w 1965 roku biskupa diecezji gdańskiej ks. Edmunda Nowickiego. Do parafii należą miejscowości: Niedźwiedzica, Dworek, Pułkownikówka, Nowa Kościelnica, Stare Babki. Tereny parafii znajdują się w gminie Ostaszewo i gminie Stegna, w powiecie nowodworskim, w województwie pomorskim.
Kościół w Niedźwiedzicy został wybudowany w stylu gotyckim w XIV wieku. Posiada 1 nawę, strop płaski drewniany. Posiadał niegdyś 3 barokowe ołtarze z XVIII wieku i ambonę z XVII wieku. Do dziś zachowała się tylko replika centralnej części głównego ołtarza i fragmenty dawnego wyposażenia barokowego i gotyckiego, zdobiące ściany prezbiterium. Na szczególną uwagę zasługują organy, które zostały zbudowane przez Paula Frölicha z Fromborka w 1753 r., przebudowane i powiększone w 1914 r. przez Eduarda Wittka z Elbląga w 1914 r. Z XVIII w. zachował się rokokowy prospekt organów. Od dwóch lat staraniem Filharmonii Bałtyckiej i gminy Stegna odbywają się tutaj doroczne letnie koncerty organowe w czasie odpustu parafialnego po 20 lipca.

## Proboszczowie parafii od 1965 roku
- 1965 – 1967 – ks. dr Franciszek Oleń
- 1967 – 1983 – ks. Włodzimierz Gutowski
- 1983 – 2003 – ks. kanonik Bronisław Kiński
- 1996–1997 – ks. Zdzisław Siłakowski (administrator)
- 1997 - 2003 – ks. Tomasz Bielecki (administrator)
- 2003 – 2005 – ks. mgr lic. Jacek Kruszyński
- 2005 – nadal – ks. Dariusz Łyczakowski